# Себастиан фон Шварценберг
Себастиан фон Шварценберг (на немски: Sebastian von Schwarzenberg; * май 1520; † 2 септември 1558) е фрайхер на Шварценберг от баварската линия на фамилията Шварценберг-Хоенландсберг.

## Произход
Той е син на фрайхер Кристоф I фон Шварценберг-Хоенландсберг (1488 – 1538) и съпругата му Ева фон Монфор-Тетнаг (1494 – 1527), дъщеря на граф Улрих V „Красивия“ фон Монфор-Тетнанг-Флокенбах († 1520) и Магдалена фон Йотинген († 1525), дъщеря на граф Лудвиг XIII фон Йотинген-Валерщайн († 1486) и Ева фон Шварценберг-Хоенландсберг († 1473). Внук е на фрайхер Йохан фон Шварценберг (1463 – 1528) и съпругата му графиня Кунигунда фон Ринек (1469 – 1502). Баща му Кристоф I фон Шварценберг се жени втори път на 1 януари 1528 г. за Схоластика Нотхафт фон Вернберг (1509 – 1589).
Брат е на фрайхер Вилхелм († 11 януари 1552) и Ханс Кристоф († 1 юни 1548) и полубрат на Ото Хайнрих († 11 август 1590, Мюнхен), граф и господар на Шварценберг, господар на Хоенландсберг, Рандек и Винцер.

## Фамилия
Себастиан фон Шварценберг се жени 1545 г. за Барбара фон Фраунхофен († сл. 1545), дъщеря на Георг фон Фраунхофен и Вероника фон Фраунберг. Те имат децата:
- Йохан Гервих фон Шварценберг (* 18 юли 1546; † 18 април 1608, Вюрцбург), граф на Шварценберг, неженен
- Ото Хайнрих фон Шварценберг (* 1547; † 1600), граф на Шварценберг, неженен
- Анна Мария фон Шварценберг (* 1549; † 1550)